# دير المحرق
دير السيدة العذراء المُحرّق بجبل قُسقام، ويُعرف مختصراً بـدير المُحرّق، هو دير مسيحي تابع للكنيسة القبطية الأرثوذكسية، يبعد 12 كيلومتراً عن مدينة القوصية بمحافظة أسيوط في مصر.

## جغرافية
يقع مجمع دير المحرق على نهر النيل جنوب القوصية (القبطية: ⲕⲟⲥⲕⲁⲙ، العربية: القوصية)، في محافظة أسيوط في صعيد مصر.

## وصف
يقع الدير ضمن أبرشية الكنيسة القبطية الأرثوذكسية بالإسكندرية، ويقيم فيه حوالي 100 راهب من الرهبنة الكينونية أو الرهبانية المجتمعية.
تم بناء القلعة الحجرية على جبل قسقام في دير المحرق في القرن السادس أو السابع. تحتوي كنيسة القلعة على منبر يعود تاريخه إلى القرن الثاني عشر، ويعود تاريخه إلى تاريخ ترميم القلعة لأول مرة.
وتتكون مكتبة الدير من كيانين، مكتبة المخطوطات والمحفوظات القبطية القديمة، ومكتبة الأبحاث والقراءة المعاصرة.

## الكنائس
يضم مجمع الدير ثلاث كنائس:

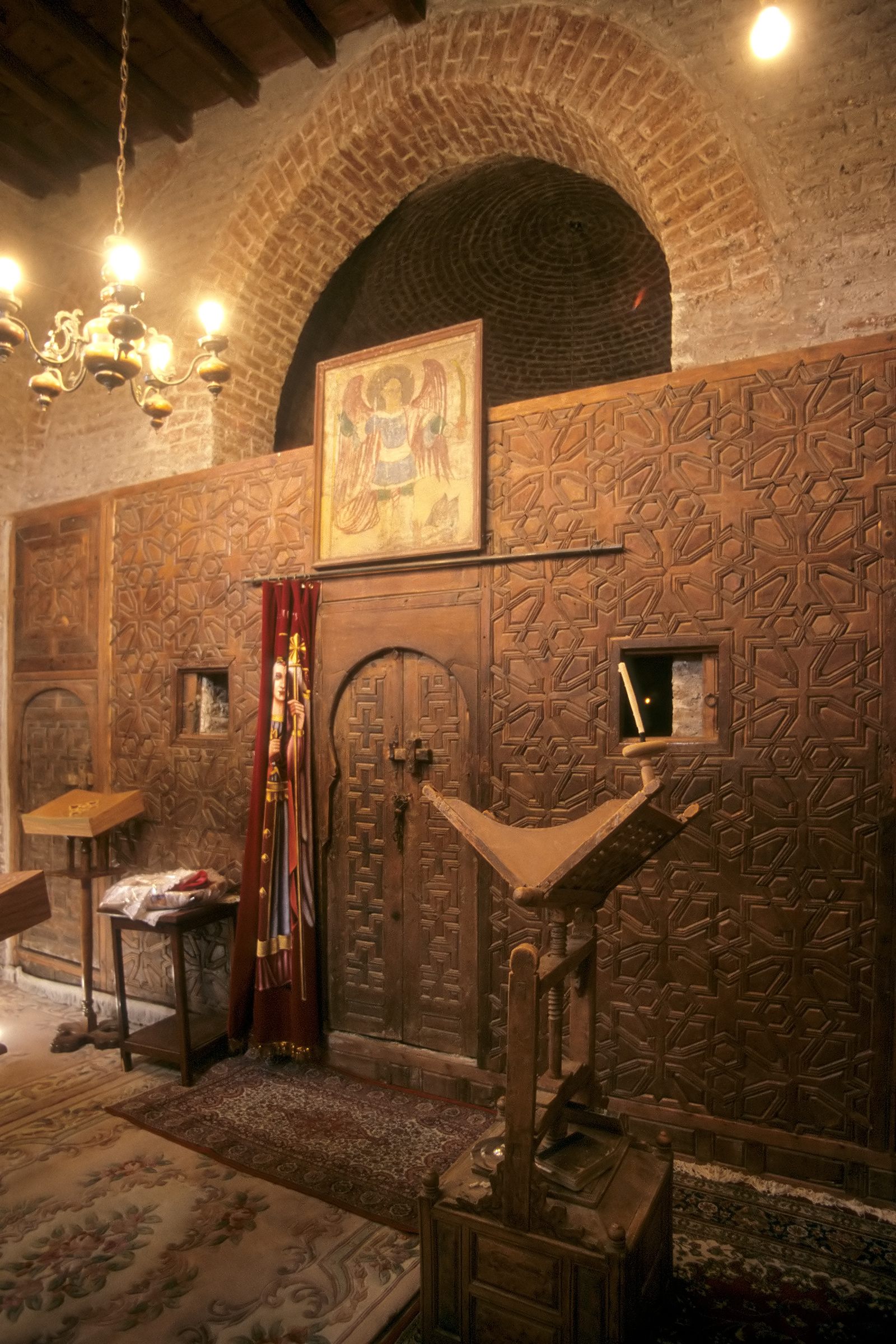
شاشة كنيسة القديس ميخائيل

- كنيسة مريم العذراء القديمة من القرن الثاني عشر (مع إضافات قباب في القرنين السادس عشر والتاسع عشر)،[4]
- كنيسة القديس جورج على الطراز الكلاسيكي الجديد في القرن التاسع عشر (1878-1880)،[5]
- كنيسة مريم العذراء المقدسة الأخيرة في منتصف القرن العشرين (1940-1964).[6]

بنيت كنيسة العذراء بالدير فوق مغارة قديمة. ويُقال أن مريم ويسوع أمضيا ستة أشهر وعشرة أيام هنا أثناء رحلتهما إلى مصر من الملك هيرودس. يعود تاريخ حجر المذبح إلى عام 747 م.
كان الدير بمثابة مضيف للرهبان الإثيوبيين في القرن السابع عشر.
ويكن العديد من الأقباط هذه الكنيسة احترامًا كبيرًا، معتقدين أنها من أولى الكنائس المسيحية في مصر القديمة. كان مرتبطًا بحدث ظهور مريمي تمت المطالبة به في أوائل العقد الأول من القرن الحادي والعشرين.

## معرض الصور

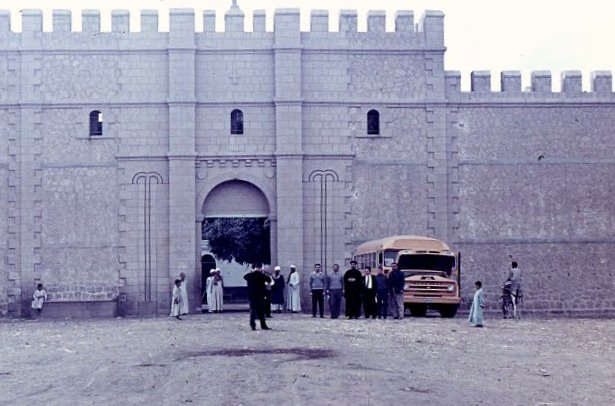
صورة للدير عام 1968.
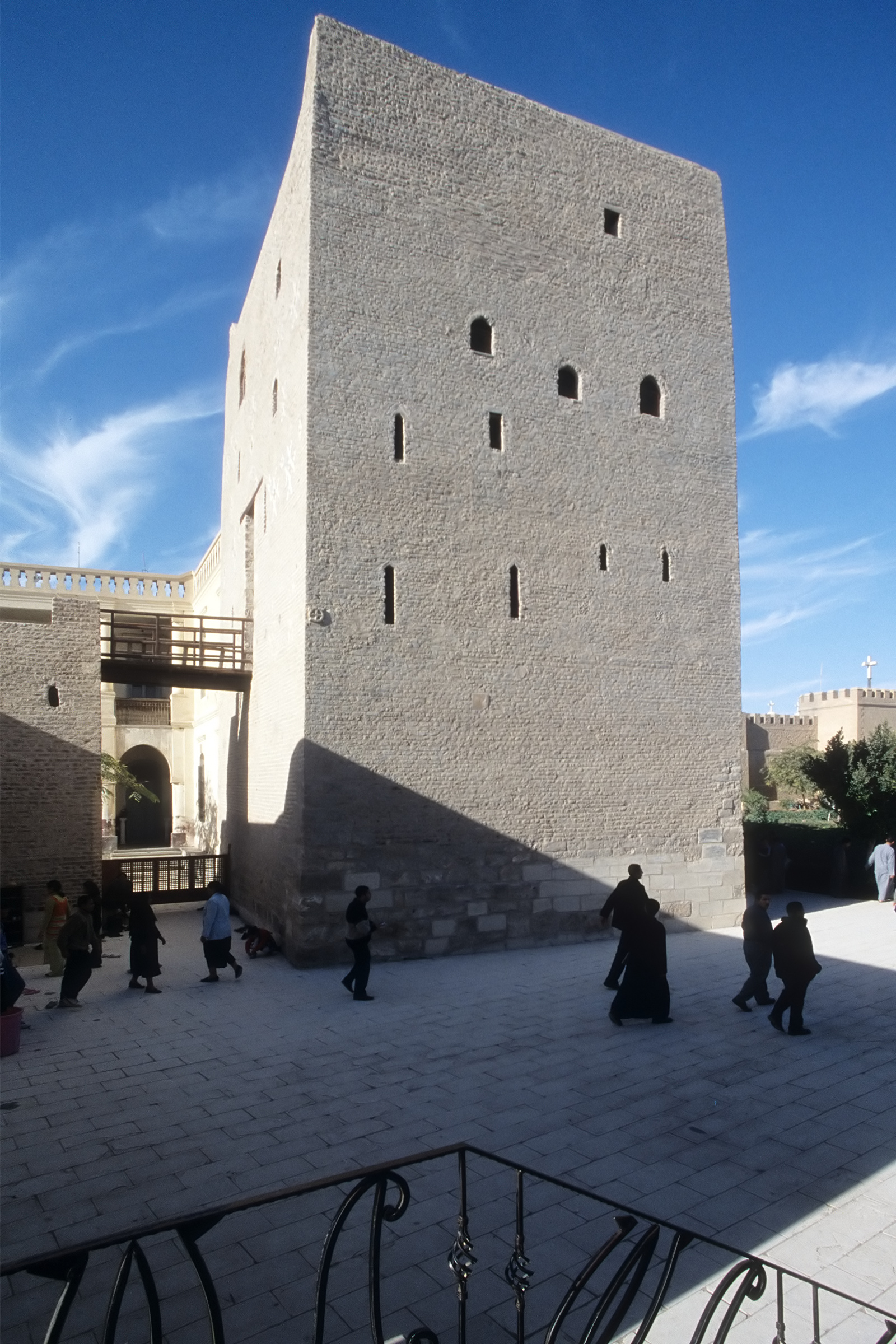
حصن الدير.
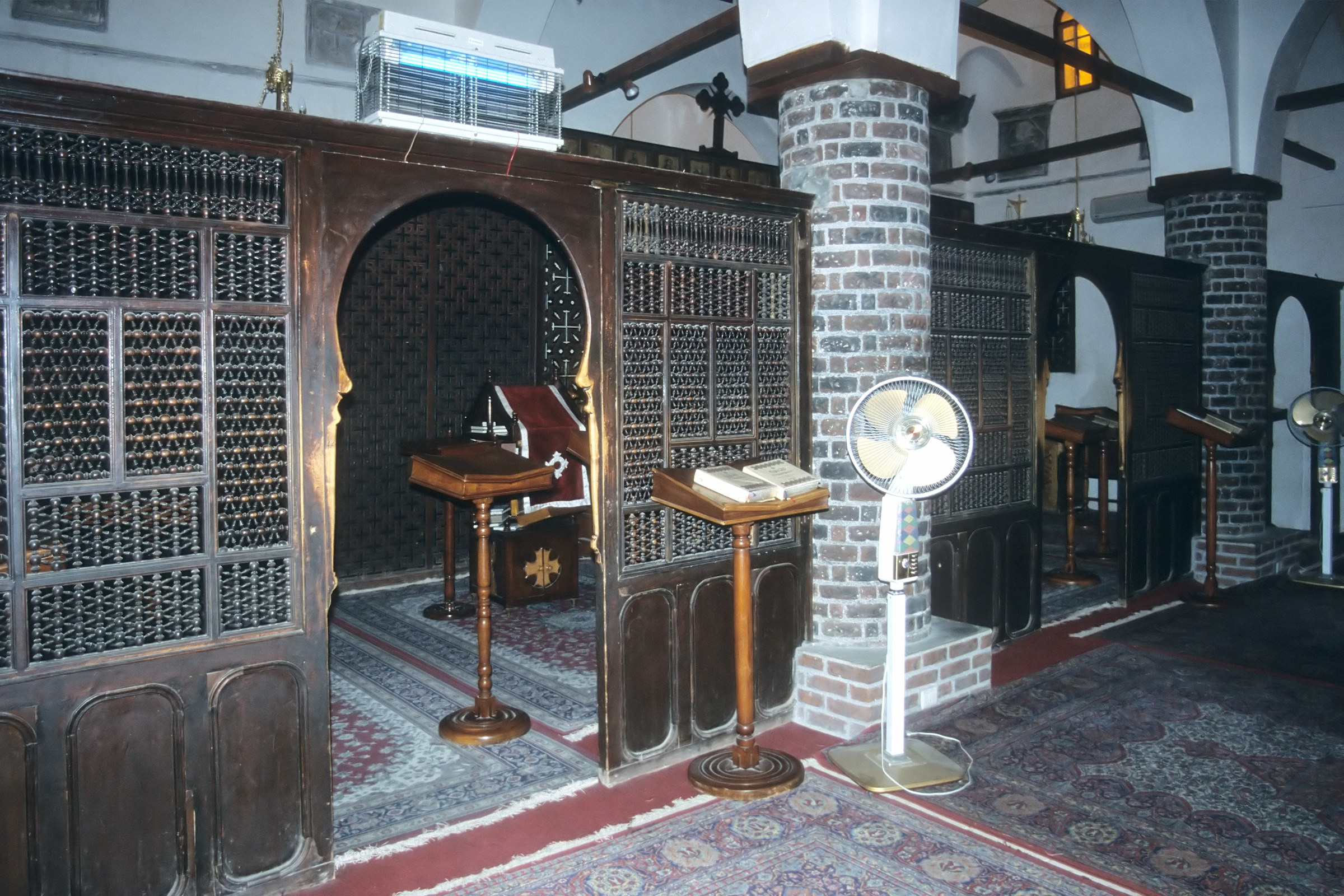
كنيسة السيدة العذراء الأثرية.
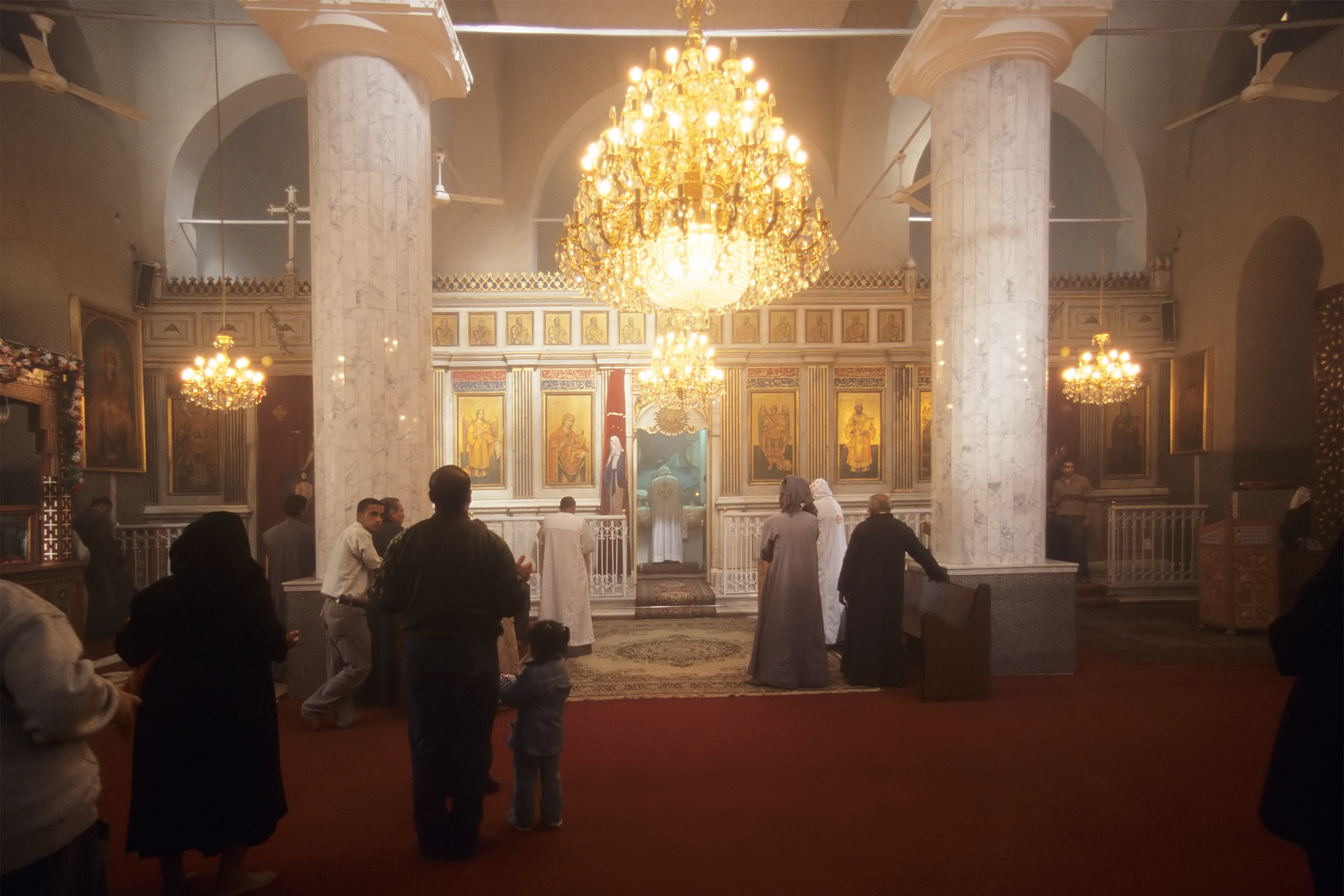
كنيسة مار جرجس.
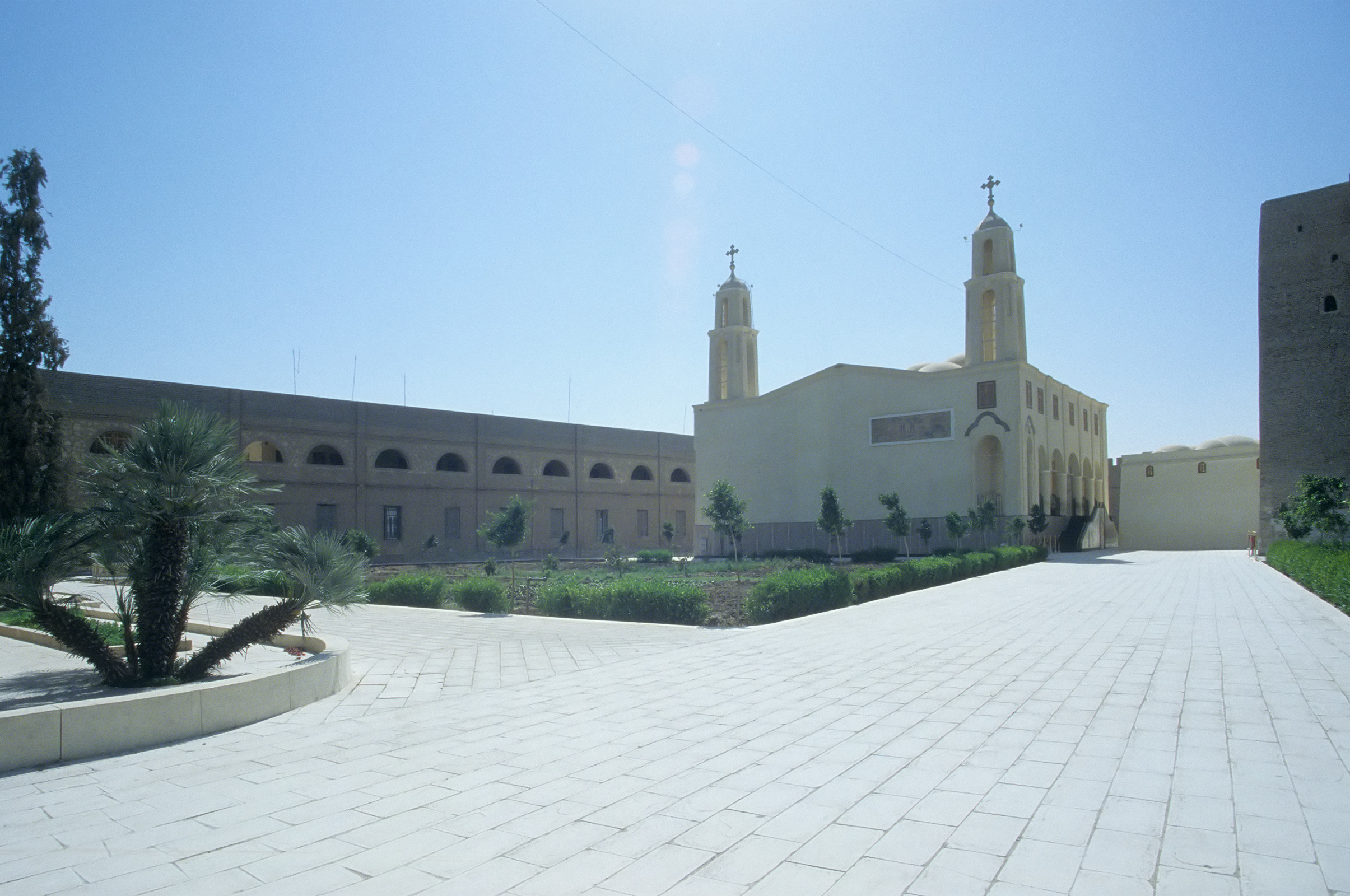
كنيسة مار جرجس.
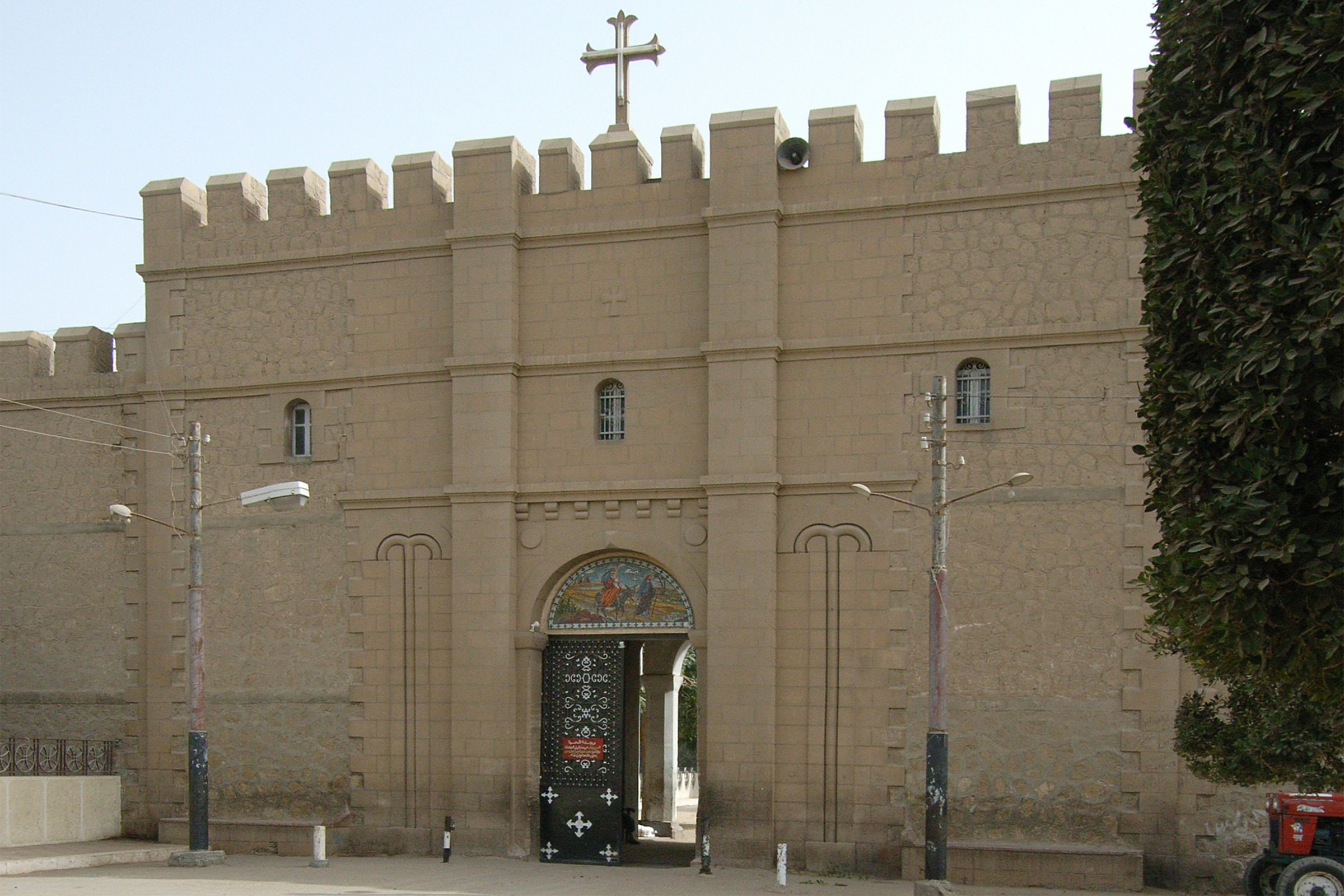
بوابة الدير الرئيسية.